# Непин (Оттава)

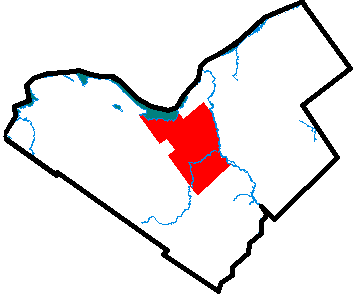
Непин на карте Оттавы, около 2000

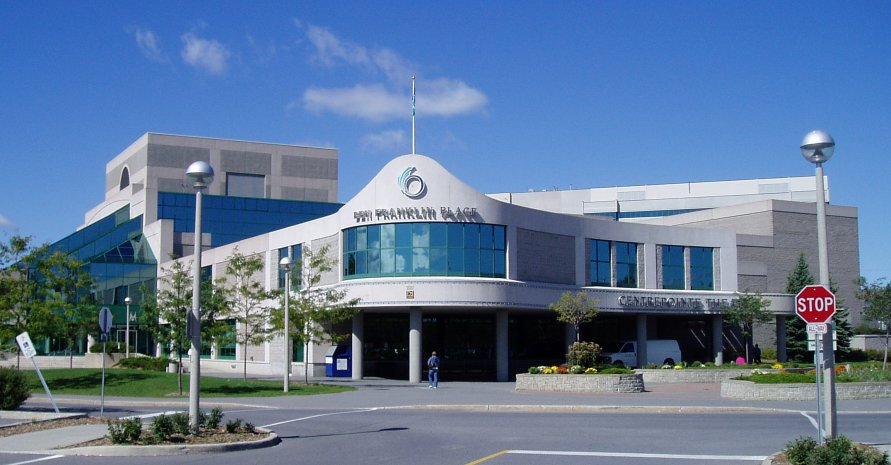
Бывшая мэрия Непина (до 2001 г.)

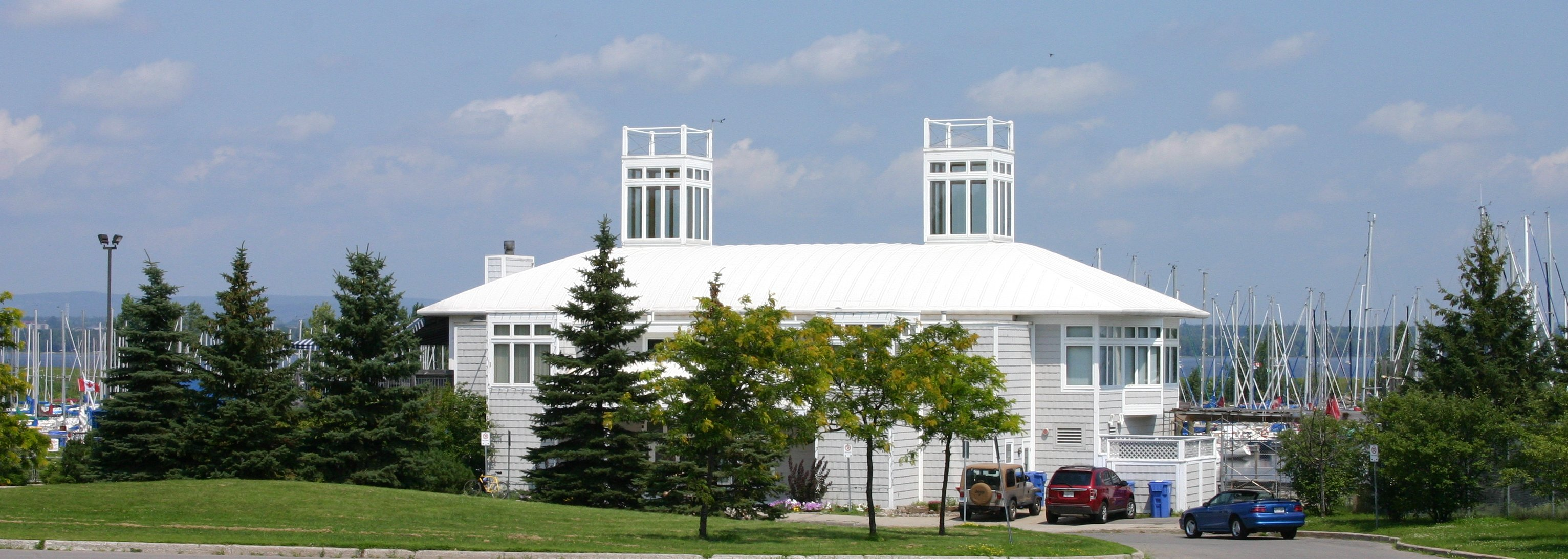
Непинский яхт-клуб.

Непин, англ. Nepean, nəˈpiːən — бывший тауншип — крупный пригород Оттавы, включённый в её состав в 2001 г. Название Непин продолжает употребляться как общее название группы районов Оттавы. Население Непина составляло в 2006 г. 148596 человек.
Хотя большинство высокотехнологичных предприятий находится в соседней Канате, часть крупных предприятий расположена также в Непине, среди них Nortel Networks, JDS Uniphase и Gandalf Technologies.
До слияния с Оттавой в 2001 г. муниципалитет Непина вёл агрессивную кампанию против объединения (отчасти обусловленную более жёсткой финансовой политикой Непина).

## История
Тауншип D, был основан в 1792 г. Позднее он получил название Непин в честь сэра Эвана Непина, заместителя статс-секретаря внутренних дел Великобритании в 1782—1791 гг.
Первоначально Непин охватывал центральную часть современной Оттавы к западу от реки Ридо. Получил статус города 24 ноября 1978 г. За это время географические границы Непина сильно менялись: мэрия длительное время находилась в районе Уэстборо, который в 1949 г. был присоединён к городу Оттава, после чего центр Непина переместился в район Беллс-Корнерс. В 1950—1960 гг. территория Непина стала поглощать соседние деревни на юге, западе и востоке, в частности, такие, как Сентерпойнт и Баррхевен.
В здании бывшей мэрии Непина — Бен-Франклин-Плейс, расположенном в Сентерпойнте — в настоящее время располагаются службы правительства Канады, а также филиал Оттавской библиотеки и Сентерпойнтский театр.
Каменоломня Непина поставляла песчаник для зданий Парламентского холма в Оттаве.
Непинский музей расположен по адресу 16 Rowley Avenue. Он содержит экспонаты об истории Непина.